# معلوماتية صحية
يرتبط علم المعلوماتية الطبية ارتباطًا وثيقًا بتطور علوم تقنية المعلومات – أكثر العلوم البشرية تقدمًا وأسرعها تطورًا وأعظمها تأثيراً على حياة الأفراد والشعوب والمجتمعات – ونحن ندرك من خلال معاصرتنا للتطور الهائل الذي تمر به التقنية في العالم بأسره حجم التقدم الذي تحققه تقنية المعلومات من اتصالات ومعالجة بيانات وأنظمة حاسبات ذكية تساعد الإنسان في تحديد القرار الأمثل وتوجهه إلى المزيد من النجاح في الاكتشاف والاختراع والبحث الدؤوب عن الحقيقة في هذا الكون.
ولما كان الإنسان يمثل أغلى قيمة خلقها الله على الأرض وسخرها له فقد بات من المؤكد أن صحة هذا الإنسان وسلامة بدنه وعقله ونفسه تعد من أهم ضرورات حياته وضرورات استمرار إعماره لهذا الكون، لذا فقد دأب الإنسان منذ الأزل على تطوير العلاج والبحث عن الشفاء، حتى وصل الطب إلى ما نحن عليه الآن من تقدم. وما زال الطب يبحث عن المزيد من التطور مستخدما كل وسائل العلم المتاحة وأهمها تقنية المعلومات التي أصبح من المستحيل ممارسة الطب الحديث دون استخدامها، وقد أدرك القائمون على الرعاية الصحية أن جانبا كبيرا من أنشطتها الفنية والإدارية مرتبط بإدارة وتوفير المعلومات حول المريض والتشخيص والعلاج والأبحاث الطبية.

## مقدمة عامة
بعد أن قام العلماء بتطوير أول أجهزة الحاسب الآلي في الأربعينات أدرك المجتمع والعالم بأسره أن هذه الأجهزة الجديدة سوف تقدم الكثير من الخدمات للبشرية كلها في مجال المعلومات وتخزينها ومعالجتها واستعادتها، وبعد هذا التاريخ بعقد من الزمان بدأ الأطباء والمتخصصون بدورهم في محاولة الاستفادة من هذه التقنيات بشكل حقيقي من خلال تطوير فكرة إدارة المعلومات ودور الحاسب الآلي في الطب والرعاية الصحية التي تعد من أهم المجالات العلمية وأكثرها انتشارا وتأثيرا، وكان من أهم ما تم تطويره بشكل مبكر فكرة السجلات الطبية الإلكترونية التي تمثل نقطة محورية تصب فيها وتنشق عنها قنوات عديدة من المعلومات المرتبطة بتقديم الرعاية الصحية للمريض – محور كل أنشطة الطب والرعاية الصحية – وتعددت أسباب تطوير فكرة هذه السجلات الإلكترونية كبديل عن السجلات الورقية التقليدية ولكن أهمها يكمن في قدرة الحاسب الآلي وبرمجياته على تخزين ومعالجة واستعادة مختلف أنواع المعلومات التي تمثل أهم محتويات السجلات الطبية. وقد تتابعت المراحل والتجارب التي مرت بها عملية التطوير لتلك السجلات الطبية وتكاملها مع مصادر المعلومات المختلفة من خلال نظم شبكات المعلومات التي أدت بالتبعية إلى فكرة اللامركزية واتصال المعلومات بين أكثر من مستشفى ومؤسسة طبية بل إلى أبعد من ذلك من خلال شبكة الإنترنت التي دفعت إمكانياتها ملايين المستخدمين من المرضى والأصحاء إلى الاعتماد عليها كمصدر للبحث عن المعلومات الطبية.
ومن هنا يمكننا أن ندرك دور الحاسب الآلي وفكرة استخدامه في الطب وعلاقته بعلوم الصحة وعلاقة الأخيرة بعلوم الحاسب الآلي والهندسة الطبية. وكذلك لابد أن ندرك أيضا طبيعة المعلومات الطبية وتميزها ببعض الخواص – عن بقية المعلومات البشرية – كالخصوصية واللا نمطية وحاجتها إلى المعالجة المركبة والدقيقة مما أدى إلى ظهور أهمية لاستخدام تطبيقات الذكاء الصناعي في معالجة المعلومات الطبية وتكاملها مع ممارسة الطب.

## اكتساب وتخزين واستخدام البيانات الطبية
يمكن تعريف البيانات الطبية على أنها أي معلومة خاصة بمريض أو بحالته، وتتنوع تلك البيانات والمعلومات المختلفة فتتراوح بين أرقام بسيطة تمثل نتائج بعض الفحوصات كقراءة حرارة الجسم أو عدد كرات الدم الحمراء أو جملا لغوية تصف شكوى المريض أو تاريخ تطور المرض لديه أو انتشاره لدى اسرته أو خلاصة توقيع الفحص الطبي عليه وحتى تلك المعلومات المعقدة كصور الأشعات التشخيصية أو دراسات وظائف الأعضاء وأفلام المناظير. كما تختلف البيانات الطبية في طبيعتها عن الكثير من أنواع البيانات الأخرى التي يتعامل معها الإنسان وذلك لاختلاف دورها الذي تقوم به واختلاف أهميتها في اتخاذ قرارات خاصة بالتشخيص والعلاج.
ولابد من تحديد وتدريب من يقوم بجمع تلك البيانات ورفع مستوى الدقة المفترض في عمليات جمع وتسجيل المعلومات، وتحديد كيفية استخدام البيانات الطبية في دعم الاتصال بين مختلف المؤسسات الطبية والتنبؤ بمشاكل المريض الصحية المتوقعة وخفض معدل تكرار نفس العلاج وتوفير دليل طبي قانوني ودعم الأبحاث الطبية.
و تتمثل نقاط ضعف السجلات الطبية التقليدية في صعوبة استعادة المعلومات المسجلة في الوقت المناسب وربما في صعوبة استعادة السجل الطبي نفسه الذي هو عرضة للتلف أو الفقد، كذلك فإن تلك السجلات الورقية تزدحم فيها المعلومات بشكل غير مرتب أو مفهرس مما يقلل من كفاءتها ومن دورها في دعم الأبحاث الطبية لما تتميز به من خواص السلبية فهي تبقى في انتظار من يقوم باستخراج المعلومات منها دون أن تقوم هي تلقائيا بأي دور حيوي.
وتعد هيكلية البيانات الطبية وطبيعة تكوينها من أهم خواصها المميزة، فهي لا تخضع في أحيان كثيرة لمعايير ثابتة مما يمثل تحديا مستمرا في وضع تلك المعايير ودفع المعلومات الطبية دفعا لتكون في نسق واحد رغم اختلاف مصادرها، وتعد استراتيجيات اختيار البيانات الطبية واستخدامها من أهم عوامل توظيفها والاستفادة منها كاتباع افتراضات علمية كلما تجمعت بعض المعلومات مما يوجه الباحث أو المستخدم إلى الربط بين البيانات المتاحة وبين معلوماته السابقة ويوجهه أيضا إلى اختيار الأسئلة المناسبة وعقد المقارنات مع نتائج الفحوص وعلاقة الحاسب الآلي بذلك كله.

## اتخاذ القرار الطبي وقوانين الاحتمال
تتنوع طبيعة القرارات الطبية وعملية التشخيص في ظل عدم الدقة المحتملة في البيانات الطبية ونتائج الفحوص والعلاج مما يواجه الأطباء بالمزيد من الصعوبة في تحديد الاختيار الأمثل والمناسب لكل حالة بعينها، وربما كانت عدم الدقة من طبيعة المعلومات الطبية، حيث لا يمكن دوما التنبؤ بما ستؤول اليه حالة مريض معين بالرغم من توفر بعض نتائج الفحوصات وذلك لأن أجهزة ووظائف جسم الإنسان تمثل أعظم النظم المعقدة التي عرفها البشر وبالتالي فإن القرارات الطبية في الواقع ربما تعتمد بشكل أساسي على قوانين الاحتمال وتقييم نتائج وتبعيات كل احتمال وارد بناء على الخبرات السابقة في مواجهة مثل هذا الاحتمال.
وكذلك فإن عملية تقييم وتصنيف نتائج الفحوص إما كطبيعية أو كمرضية تقوم أيضا على قوانين الاحتمال والتوزيع داخل عينة من الأصحاء، كما أنه من الضروري أيضًا تعيين مدى حساسية وتحديد فحوص معينة لنتمكن من الاختيار بين مجموعة من الفحوص لضمان الحصول على نتائج معبرة وقاطعة بقدر الإمكان. تأتي بعد ذلك أهمية دراسات أداء الفحوص واحتمالات الانحراف في نتائجها تبعا لما تسفر عنه الاكتشافات الحديثة التي ربما تغير أو تعكس تماما معاييرا كنا نظنها من الثوابت، فحقائق الطب اليوم ربما تمحوها وتستبدلها كشوفات العلم غدا، لذا فإن الأطباء يعملون بكل جهد في حدود ما يتوفر لديهم من علم.

## المفاهيم الأساسية في معالجة الحاسب الآلي الطبية
لابد من استيعاب عميق للمفاهيم الأساسية المرتبطة بنظم الحاسب الآلي ومعداته وبرمجياته وأجيال تطوره منذ ظهور نماذجه الأولى في الخمسينات والتي كانت بالغة الضخامة وباهظة التكاليف حتى لم يكن ليمتلكها سوى كبرى المؤسسات والمعاهد العلمية، إلى أن أصبح الحاسب الآلي اليوم في متناول الأفراد بتكلفة بسيطة وبإمكانيات هائلة لم تكن تحلم بها مراكز الأبحاث الكبرى ولا حتى وكالة الفضاء الأمريكية نفسها. وظل العلم وما زال يقدم لنا كل يوم بل وكل ساعة جديدا في مجال تطور الحاسب الآلي ونظمه حتى ظهرت أجيال من الأجهزة الشخصية والأجهزة الفائقة والحاسب الفائق والأجهزة الخادمة لشبكات المعلومات.
وتعتمد معظم قدرات كل نوع وجيل من الحاسب الآلي على قدرة وحدة المعالجة المركزية التي تمثل من الحاسب الآلي ما يمثله المخ من الإنسان، بالإضافة إلى التطور الهائل الذي لحق بقدرات ذاكرة الحاسب الآلي وسعتها الاستيعابية وتطور وسائل التخزين من شرائح إلكترونية وشرائط وأقراص ممغنطة وحتى ظهور أقراص الليزر المضغوطة بأجيالها المختلفة، وظلت تلك الوسائل تتسع في قدرة ودقة تخزين المعلومات وتنخفض في نفس الوقت في تكلفتها، وعلى نفس المنوال حدث تقدم كبير في وسائل إدخال المعلومات من لوحات مفاتيح وأقلام ضوئية حتى تطور قدرة تعرف الحاسب الآلي على الصوت البشري ومفردات اللغات المختلفة وما زال البحث مستمرا حتى وعد العلماء البشرية بإمكانية التحدث إلى الحاسب الآلي كما يتحدث الواحد منا إلى الآخر، وتطورت أيضا وسائل الإخراج كالشاشات وأجهزة الطباعة وأخيرا شبكات المعلومات التي أصبح أكبر وأهم وأشهر تطبيقاتها بلا شك شبكة الإنترنت التي أصبحت هي الأخرى في متناول الجميع.
وعلى الطرف الآخر من تطور كل تلك النظم والمعدات، نالت البرمجيات قسطا وافرا من التطور أيضا لتلبي احتياجات استخدامات وتكامل النظم معا في تناسق وتناغم تام، فتطورت أنظمة التشغيل ولغات البرمجة ونظم قواعد البيانات ونظم تكامل الشبكات وأمن المعلومات لتصبح أنظمة الحاسب الآلي وعلوم تطبيقاته عالما متكاملا من المنتجات والخدمات التي تصب في النهاية خلاصة جهدها وثمرة تطورها بين يدي مستخدم ذكي يعرف ما يريد أن يصل اليه وكيف يوظف كل ذلك ليصل إلى ما يريد.

## تصميم وهندسة النظم
كيف يمكن لنظم الحاسب الآلي خدمة الرعاية الصحية ؟ إن نجاح أي نظام من نظم المعلومات يعتمد على الاختيار الجيد للمعدات وتوظيف ما يناسبها من برمجيات وملحقات لتناسب في النهاية متطلبات المستخدم وتلائم أنشطة حياته اليومية، ولابد لنا من تعريف النظم التي نتحدث عنها، فالنظام ما هو إلا مجموعة منظمة من الإجراءات والعمليات التي تهدف إلى أداء مهمة معينة.
وقد أدى استخدام نظم المعلومات في الرعاية الصحية إلى العديد من التطورات في مجالات رئيسية منها اكتساب البيانات الطبية من خلال تسجيل بيانات المرضى ونتائج فحوصاتهم المعملية وأشعاتهم التشخيصية وغيرها ومن ثم الاحتفاظ بتلك السجلات وقدرة تواصل وتكامل المعلومات بين أكثر من نقطة رعاية ومؤسسة طبية، وإمكانية البحث ومراقبة البيانات لتعيين قيمها المرضية أو الخطيرة التي تدل على حالة المرض أو درجته، كما أن تلك النظم قد طورت وسائل تخزين المعلومات واستعادتها بما يرفع من كفاءة استخدامها في تحليل البيانات وتحويلها إلى معلومات مفيدة لدعم اتخاذ القرار الخاص بالعلاج أو الفحوص، كما أنها تدعم بذلك قدراتها التعليمية والمرجعية للباحثين والدارسين.
ومن أهم خطوات تصميم وهندسة نظم المعلومات الطبية تعريف وتحليل الحاجة إلى تلك النظم ومن ثم فهم الدور المطلوب منها القيام به، بالإضافة إلى ضرورة اشتراك المستخدمين في عملية التحليل والتطوير من خلال دراسة متطلباتهم وتحديد ما إذا كانت حاجتهم تميل إلى استخدام حلول ونظم جاهزة التصميم أم إلى تصميم نظم خاصة بهم مخلقة حسب حاجتهم ومتطلباتهم. ولتحديد هذا أو ذلك لابد من تحليل عمليات المعلومات المستخدمة لاختيار أو بناء البرمجيات المناسبة مع ضمان تميزها بالخدمات والكفاءة المنشودة.

## معايير المعلوماتية الطبية
تنبع الحاجة إلى معايير للمعلوماتية الطبية من واقع تنوع معلومات الرعاية الصحية وتعدد نظمها في حين تبرز الحاجة إلى تواصل وتكامل تلك المعلومات بين مختلف تلك النظم، لذلك فقد تخصصت مؤسسات عديدة في بناء وتطوير تلك المعايير، منها على سبيل المثال المعهد القومي الأمريكي للمعايير ولجنة الأيزو الفنية والجمعية الأمريكية للاختيارات ومجلس معايير معلوماتية الرعاية الصحية ومعهد سجلات المرضى القائمة على الحاسوب وغيرها من المؤسسات، والتي تقوم جميعها بتطوير المعايير من مفردات ومسميات وتصنيفات، كالتصنيف الدولي للأمراض (ICD) بإصداراته المتتابعة ومجموعات التشخيصات المرتبطة (DRGs) والتصنيف الدولي للرعاية الأساسية ومفردات العمليات الطبية (CPT)، والمسميات المنظمة للطب (SNOMED) وغيرها من نظم التسمية والتصنيف الخاصة بالطب أو بالتمريض أو ببعض التخصصات بعينها، لتقدم كل تلك الجهود طريقا أفضل لتبادل المعلومات من خلال قنوات ووسائل عيارية تضمن تواصل وتكامل المعلومات بين نظام وآخر أو نقطة وأخرى دون تضييع الوقت والجهد في فك طلاسم معلومات متعددة المعايير أو مختلفة التركيب والتصنيف، ليصبح في الإمكان نقل بيانات ومعلومات مريض من مستشفى إلى أخرى ومن منطقة أو دولة إلى أخرى دون أن تواجه تلك المعلومات أخطار فقد قيمتها وإعادة إجراء فحوص تشخيصية باهظة التكاليف من جديد لذلك المريض لمجرد عدم قدرة الأطباء على قراءة وتفسير ما يحمله معه من معلومات ونتائج غير قياسية لا تتوافق مع مفرداتهم ومسمياتهم، مما يشكل عبئا ثقيلا على كل المشتركين في عمليات الرعاية الصحية.

## الأخلاقيات والمعلوماتية الصحية
إن القيم الإنسانية هي التي يجب أن تحكم معايير البحث والعمل في المهن الطبية وذلك لاتصالها المباشر بالإنسان، ولهذا تخضع المعلوماتية الطبية أيضا لنفس المعايير الأخلاقية التي تحكم ممارسة كل المهن الطبية وبخاصة تلك المرتبطة بالخصوصية والسرية بالإضافة إلى الكثير من المعايير الأخرى مثل تحديد الكيفية والتوقيت المناسب لاستخدام الحاسب الآلي في ممارسة الطب ولا يكفي حسن النوايا وحده ضمانا للالتزام بل إنه من الضروري إنشاء وتحديد قوانين ومعايير لتلك الأخلاقيات. ومن أهم التحديات أمام بناء تلك المعايير التوصل إلى اتزان بين حرية وسهولة استخدام المعلومات من جانب وبين الخصوصية والسرية الخاصة بتلك المعلومات من جانب آخر، ولما كانت تلك الخصوصية والسرية من حقوق المريض الأساسية فقد أصبح من الضروري تطبيق نظم تحكم كيفية وتوقيت وطبيعة ومستخدم تلك المعلومات.
قد تظهر إلى الأفق أيضا تحديات اجتماعية وضرورات تبدو في ظاهرها متعارضة مع المبادئ الأساسية لأخلاقيات المعلوماتية الطبية مما يستوجب بعض الاهتمام والجهد في التنسيق بينهما، كما قد تؤدي ممارسة أنشطة المعلوماتية الطبية إلى تأثيرات على العلاقات التقليدية بين الطبيب والمريض في ظل استخدام الحاسب الآلي وشبكات المعلومات والإنترنت، بالإضافة إلى ضرورة أخذ بعض الأمور في الاعتبار كالفرق بين أخلاقيات المعلوماتية الطبية والقوانين التقليدية التي تحكم ممارسة المهن الطبية مع ضرورة وضع معايير خاصة بمراقبة ومتابعة أداء تطبيقات ونظم المعلوماتية في الرعاية الصحية وتأثيرها على القيم والأخلاقيات الإنسانية.

## تقييم التقنية
تشتمل عملية تقييم التقنية على فحص واختبار وتقرير خواص التقنية الطبية المستخدمة في تقديم الرعاية الصحية كالسلامة والفاعلية ودواعي الاستخدام والتكلفة والكفاءة، بالإضافة إلى بعض الجوانب الأخرى كالجانب الاجتماعي والاقتصادي والأخلاقي. ويعرض هذا الفصل أهم أهداف دراسة وتقييم التقنية الطبية ودور كل مساهم في عملية التقييم من مقدمي الرعاية الصحية والمرضى وغيرهم من الأفراد والمؤسسات والتحديات المختلفة التي تواجه تلك العملية كطبيعة الطب والرعاية الصحية المعقدة وكذلك الطبيعة المعقدة لنظم المعلومات ومصادرها المبنية على الحاسب الآلي بالإضافة إلى طبيعة الدراسات والتقييم في حد ذاتها.
وعند دراسة مصادر المعلومات الطبية بغرض تقييمها فإننا نتعرض لخمسة عناصر رئيسية وهي الحاجة إلى تلك المصادر وعملية التطوير المرتبطة بها وتركيبها الداخلى ووظيفتها وتأثيرها على المستخدمين والمرضى ومؤسسات الرعاية الصحية، ومن الضروري تحديد المنهج الذي سوف تتبعه عملية الدراسة والتقييم كالبناء العام والمبادئ الفلسفية وتعدد الحلول كعقد المقارنات وتحديد الأهداف والقرارات، بالإضافة إلى ضرورة تحديد مراحل التقييم وتكوين كل منها، كتركيب ومصطلحات دراسات المقارنة والقياس وتحديد استراتيجيات التحكم وتجنب ما يهدد سلامة وصحة الدراسات ومعلوماتها ونتائجها.
بالإضافة إلى كل ما سبق لابد أيضا من أخذ بعض المبادئ في الاعتبار كأهمية تعديل خطة الدراسة والتقييم حسب المشكلة المدروسة والمراد تحليلها وجمع البيانات التي يمكنها أن تفيد في اتخاذ القرارات والبحث عن التأثيرات المتوقعة وغير المتوقعة لاستخدام مصادر المعلومات الطبية الجديدة أو حتى مجرد اكتشافها، كما أنه من المهم دراسة هذه المصادر قبل استخدامها وأثناء تطويرها وبعد استخدامها وتطبيقها عمليا مع تحديد تأثيراتها على البيئة، وأخيرا لابد من إدراك أنه لم ولن تصل دراسة أو تقييم إلى حد الكمال أبدا مما يدفعنا إلى المزيد من البحث والدراسة والتطوير الذي لن ينتهي ما بقينا نسعى إلى المزيد من العلم والمعرفة.

## أنظمة السجلات الطبية الإلكترونية
لا تختلف السجلات الطبية الإلكترونية كثيرا عن السجلات الورقية التقليدية في وظيفتها والهدف منها كمرجع لحفظ كافة معلومات المريض من بيانات رئيسية ومعلومات طبية شاملة لكل ما تم إجراؤه من فحوص وتشخيصات وعلاج وتقارير متابعة وقرارات طبية هامة، لكنها تختلف كليا في طبيعتها وخواصها وإمكانيات استخدامها وفوائدها، فهي تمثل – كما ذكرنا – نقطة مركزية تصب فيها وتنشق عنها قنوات عديدة من المعلومات المرتبطة بتقديم الرعاية الصحية للمريض، كما أنها تمتاز بدقة محتواها وسهولة الوصول إليها من خلال تكاملها مع مصادر المعلومات المختلفة من خلال نظم شبكات المعلومات.
ويأتي تكامل بيانات تلك السجلات ليخدم الأطباء ومقدمي الرعاية الصحية ويساعدهم على دقة اتخاذ القرار الخاص بعلاج مريض أو التوصية بإجراء فحوص معينة أو التوصل إلى تشخيص دقيق لحالته، كما تمكنهم طبيعة السجلات الإلكترونية واتصالها بشبكات المعلومات من إدارة عمليات الرعاية الصحية بالكامل من تلك النقطة المركزية حيث أصبح في إمكانهم وصف العلاج أو طلب الفحوص والتحاليل وكذلك متابعة نتائجها والإطلاع على تطورها ومقارنة ذلك بحالة المريض أو نتائج فحوص أخرى مختلفة النوع كالأشعة التشخيصية ونتائج المناظير أو حتى تقارير الجراحات وأجهزة المراقبة الدقيقة. لقد أصبحت كل تلك المعلومات وحدة واحدة متكاملة يمكن الوصول إليها من أي مكان حسب بروتوكولات أنظمة الأمن المطبقة على شبكة معلومات المؤسسات الطبية.
ولما كانت كل تلك المعلومات في صورة إلكترونية فقد أصبحت خاضعة بطبيعة الحال لكل عمليات تحليل البيانات وتنقيبها واستخراج الروابط واستنباط الدلائل للتوصل إلى المزيد من المعرفة والتفسيرات، كما أصبح في الإمكان تطبيق معايير معلوماتية طبية خاصة تضمن صحة البيانات وعقلانيتها لتدعم المزيد من التحليل والأبحاث والدراسات والإحصائيات التي تحاول التوصل إلى أسباب المرض أو تشخيصه وغيرها من الخطوات العلمية الطموحة، كما أنها أيضا تخدم الأغراض الإدارية والاقتصادية للمؤسسات الطبية، فتوجه الاهتمام لما يستحق فعلا الاهتمام دونما إهدار للجهد أو المال لتوفر لتلك المؤسسات الفرصة الحقيقة لتقديم الرعاية والعلاج للمزيد من المرضى الذين تمثل سلامة صحتهم وقايتهم أسمى أهداف البشرية بكل ما تمتلكه من علم وجهد.

## إدارة المعلومات في الشبكات المتكاملة
تعتمد مؤسسات الرعاية الصحية كغيرها من المؤسسات الحديثة على توفر المعلومات كمصدر أساسي ووسيلة رئيسية لدعم القرارات الطبية والإدارية، لذا يعد الهدف الرئيسي من نظم المعلومات الطبية هو إدارة المعلومات التي تحتاجها المؤسسات الصحية لتأدية عملها بكفاءة، فهي تسهل اتصال وتكامل المعلومات بين مختلف الأقسام والتخصصات الطبية كما أنها تدعم الأنشطة الإدارية والاقتصادية لتلك المؤسسات. وقد تطورت نظم المعلومات الطبية مع تطور صناعة الرعاية الصحية منذ بداية الستينات في شكل نظم محدودة الكفاءة تخدم أنشطة المستشفيات الرئيسية، حتى ظهرت نظم متخصصة للمعامل والصيدليات متكاملة مع نظم المستشفيات في بداية الثمانينات، بينما تميزت التسعينات بعدة اندماجات بين مؤسسات مستقلة وأحيانا متنافسة بهدف تحقيق رعاية أفضل وربحية أعلى مما خلق الحاجة إلى شبكات المعلومات المتكاملة.
ومن الضروري تحديد متطلبات الشبكات المتكاملة من المعلومات الطبية، كالمتطلبات العملية الخاصة بالأنشطة اليومية للرعاية الصحية ومتطلبات تخطيط برامج المتابعة والعلاج وتوثيق السجلات بغرض استخدامها في المستقبل كمرجع طبي وإداري هام، بالإضافة إلى متطلبات اتصال وتكامل المعلومات والبيانات بمختلف مصادرها، والتكامل مع عمليات الرعاية الصحية من خلال التوافق مع تدفق العمل والتنظيم البشري لعمليات الرعاية الصحية، كما أن هناك متطلبات خاصة بأمن المعلومات وخصوصية المرضى التي يحميها وينظمها القانون وليس فقط ثقة المرضى بالأطباء ومقدمي الرعاية الصحية كما ذكرنا سابقا.
أظهرت دراسات أعدت في الستينات أن أكثر من 25 % من النفقات الإجمالية لتشغيل المستشفيات تتكلفها عملية إدارة المعلومات الطبية المختلفة لذلك فإن أهم فوائد استخدام نظم المعلومات الطبية تخفيض تلك النفقات بالإضافة إلى تحسين جودة الخدمات الطبية من خلال رفع كفاءة الاتصال بين المريض والطبيب وخفض احتمالات الخطأ بالإضافة أيضا إلى الفوائد الاستراتيجية والمستقبلية لاستخدام نظم وشبكات المعلومات من خلال نقل الخبرات وتوثيق المعايير وضمان تحديث المعرفة والمعلومات. وتعتمد إدارة نظم المعلومات في ظل هذا التقدم والتطوير المستمر على تطوير التقنية وتطوير الثقافة والمفاهيم وتغيير عمليات وأهداف مؤسسات الرعاية الصحية بالإضافة إلى تطوير القوانين والمعايير المنظمة لاستخدام المعلومات.
كما أنه من الضروري وضع معايير أيضا لمكونات ووظائف نظم المعلومات الطبية وأجزائها الخاصة مثلا ببيانات المرضى ومعلومات التخصصات والأقسام والوثائق الطبية ودعم القرارات ونظم حسابات المرضى، وقد تطور أيضا تركيب تلك النظم بتطور التقنية التي تعتمد عليها من فكر مركزي في البداية حتى وصلت إلى فكر الشبكات المتكاملة التي تربط كل ما قرب أو بعد من أجهزة ومؤسسات ومتخصصين متأثرة ومؤثرة في نظرة ومفاهيم المجتمعات والشعوب للعلم والتطور والتقنية.

## الصحة العامة واستخدام المعلومات الصحية
ان صناعة الرعاية الصحية في القرن الحادي والعشرين تتطلب دمج جهود كل من القطاعين العام والخاص في هذا المجال الذي تدعمه تقنية المعلومات بوسائل متعددة تسهل ربط المعلومات ووصول الأطباء والمرضى إلى المعرفة التي يحتاجونها لضمان أفضل نتائج الرعاية الصحية.
ان العلم الأساسي للصحة العامة هو علم الوبائيات، الذي يقوم بدراسة انتشار ومحددات الأمراض في المجتمع، ولذا فقد قامت معظم نظم معلومات الصحة العامة بالتركيز على جمع ملايين المعلومات الطبية والملاحظات الخاصة بالمصابين بأمرض معينة كالايدز وغيره واستخدام تلك المعلومات في القيام بعشرات الأبحاث والدراسات، ودون أن تشير تلك المعلومات أو تعرف الأشخاص بعينهم على عكس نظم المعلومات الطبية الخاصة بالمستشفيات والمراكز الطبية التي ترتكز أساسا على ربط المعلومات الطبية بشخصية المريض والتأكيد من دقة ذلك. وهذا الاختلاف ناتج عن الفرق بين هدف كل من هذين النظامين، فنظم معلومات الصحة العامة تهتم أكثر بالإحصائيات ونواتج جمع المعلومات وتحليلها على مستوى المجتمع والعالم، أما نظم معلومات المستشفيات فتقوم بالتركيز على تقديم الرعاية الصحية للفرد أو المريض بذاته.
من أجل ذلك، تعد نظم المعلومات الطبية وسيلة أساسية في إدارة معلومات صحة المجتمع وهنا تتضح أهمية ربط معلومات القطاعين العام والخاص لدعم تكامل المعلومات والوصول إليها كمرجع علمي لكل من الأطباء والمرضى على السواء. وتتضح أيضا أهمية إنشاء شبكات المعلومات الطبية كتلك المتوفرة على شبكة المعلومات الدولية (الإنترنت) مع ضرورة توثيق محتوياتها علميا واستمرار تحديثها لتحتوى على كل ماهو جديد ومتطور.
ويحمل المستقبل الينا المزيد من توجيه التركيز نحو مفهوم الرعاية الصحية المتكامل بدلا من مجرد التركيز التقليدي على علاج الأمراض ووصف الدواء، بما يشتمله هذا المفهوم الجديد من تقديم كل المعلومات المتوفرة عن المريض من كل جوانب حياته وونشأته وبيئته.

## نظم رعاية المريض
إن رعاية المريض هي الهدف والمركز الذي تتمحور حوله العديد من الأنشطة الصحية كالتشخيص والعلاج والتمريض والتغذية وغيرها، وبرغم تداخل هذه الأنشطة في أحيان كثيرة إلا أن كل منها له هدفه الخاص ودوره المحدد في تقديم الرعاية الطبية في صورتها النهائية للمريض، بدأ من تقييم حالته ومقارنتها بالمعايير الطبيعية المتوقعة وحتى تحديد خطة العلاج وتوظيف كل الإمكانيات المتاحة.
وتعتمد الرعاية الطبية للمريض على توفر المعلومات التي تؤثر بشكل مباشر في كفاءة تلك الرعاية، وتمر المعلومات بأربعة مراحل رئيسية تبدأ باكتساب المعلومات ثم تخزينها ثم معالجتها وتحليلها ومن ثم تقديمها وعرضها بالطريقة التي تناسب أهميتها وتأثيرها.
ومنذ بداية تطور نظم المعلومات الطبية منذ ما يزيد على ثلاثة عقود من الزمن، كانت تلك النظم تقوم بعملياتها الخاصة بالرعاية داخل المستشفى للمرضى المقيمين بصفة مستقلة عن عمليات رعاية مرضى العيادات الخارجية، ولكن تطوير تلك النظم المستمر أدى بالضرورة القاطعة إلى دمج النظامين السابق ذكرهما ليصبح المحور الحقيقي للرعاية الطبية هو المريض نفسه سواء كان مقيما بالمستشفى أو زائرا لعياداتها.
واليوم تتطور نظم معلومات رعاية المرضى من خلال محورين أساسيين، المحور الأول يشمل تطوير نظم تقوم بتسجيل كل المعلومات الأساسية - الإدارية والطبية - عن المريض وتوصيل تلك المعلومات لمختلف نقاط الرعاية والإدارة والأبحاث الطبية والمحور الثاني يشمل تطوير نظم الرعاية المتخصصة بكل فرع من فروع الطب ونشاط من أنشطته المتعددة، ولابد لنا من الإشارة هنا إلى الأبحاث المستمرة الهادفة إلى إنشاء معايير ثابتة تمكن كل تلك النظم من التكامل والتواصل في سبيل تقديم الرعاية الطبية الكافية للمريض وجعله هدفها ومحورها الأساسي.

## نظم متابعة ومراقبة المريض
تعد نظم مراقبة المريض والتي تشتمل على القياس المستمر للعديد من المعطيات – كسرعة النبض وانتظام ضربات القلب وضغط الدم ومعدل التنفس وغازات الدم وغيرها – أحد أهم خواص العناية الفائقة بمرضى الحالات الحرجة، وتكمن أهمية القياس المستمر والدقيق لهذه المعطيات المتعددة في دورها المباشر في تحديد مسار العلاج ودعم قرار الطبيب الخاص بحياة المريض.
و بالإضافة إلى ما تقوم به نظم مراقبة المريض من القياس المستمر والدقيق فإنها أيضا تقوم بالإنذار المبكر عندما تختل أحد قيم هذه المعطيات أو تقترب من الخروج عن معدلاتها الطبيعية المسموحة مما يتيح الفرصة للتدخل لتصحيح الموقف وانقاذ حياة المريض الحرجة، كما أن تلك النظم تقوم أيضا بتقديم إرشادات واقتراحات حول كيفية التعامل مع المشكلة ذات الخطورة القائمة من خلال معطيات ومعلومات سابقة التجهيز ومتفقة مع معايير واسس الرعاية في المستشفى وخطط العلاج.
وقد نشأت نظم مراقبة المريض الأليكترونية كتطور طبيعي لفكرة العناية الفائقة لمرضى الحالات الحرجة، التي تطورت بدورها منذ ما يزيد على خمسين عام. وقد بدأت الفكرة بتطوير أجهزة مستقلة لقياس الوظائف الحيوية والمعطيات الأساسية للمريض بدلا من قياسها يدويا، ثم توالت عمليات جمع المعلومات ونتائج التحاليل وتعددت المصادر حتى أصبح من الصعب ربطها وتحليلها جميعا بغير استخدام الحاسب الآلي، مما دعى إلى تطوير نظم متخصصة وبرمجيات متطورة تقوم بربط وتحليل وترجمة كل تلك البيانات والمعطيات والنتائج إلى معلومات ذات قيمة طبية وإرشادات وتوجيهات ذات أهمية بالغة في تحديد مسار العلاج وخطة التعامل مع المريض وحالته الحرجة.
وتقوم اليوم هذه النظم – بالإضافة إلى قياس الوظائف الحيوية للمريض – بقياس ومراقبة العديد من المعطيات المعقدة كرسم القلب وتحديد نوع الخلل في معدل ضرباته وانتظامها، وتحليل نتائج معملية معقدة كصورة الدم وعد مكوناته ونسب كل منها وحساب متغيرات عديدة باستخدام معادلات مركبة وعمليات حسابية مطولة ومن ثم ربط ذلك كله بحالة المريض – وخاصة المشكلة ذات الخطورة المباشرة – وترجمة تلك المعلومات إلى خطوات تنفيذية تغير من شكل خطة العلاج وتؤثر ايجابيا في تحسين حالة الريض بشكل فعال.

## نظم التصوير – الأشعة - التشخيصية
هناك العديد من أنواع الصور والأشعات التشخيصية الطبية تعتمد كل منها على طبيعة الطاقة المستخدمة في توليد هذه الصور، فبعضها يعتمد على طيف ألأشعة السينية (أشعة إكس) ويعتمد البعض الآخر على استخدام الأشعة تحت الحمراء أو الموجات فوق الصوتية أو النظائر المشعة وغيرها من أنواع الطاقة.
وتعد الصور والأشعات أحد أهم ركائز عملية الرعاية الصحية حيث تقوم بستة أدوار رئيسية تتنوع بين التشخيص من خلال التصوير لمختلف أجزاء ومناطق الجسم البشري وتقييم مدى تطور مراحل المرض واستجابة المريض للعلاج وتقدير مدى التحسن المتوقع، وإرشاد وتوجيه بعض العمليات العلاجية والتشخيصية الأخرى كالحقن وأخذ العينات من مناطق الجسم وأعضائه المختلفة دون جراحة، وتوفيرإمكانية التواصل ونقل المعلومات الدقيقة إلى أماكن أخرى طلبا للمزيد من آراء الاستشاريين الذين ربما يتعذر عرض المريض عليهم بشكل مباشر، بالإضافة إلى استخدام هذه الصور والأشعات في الأغراض التعليمية والتدريبية للأطباء وطلاب الكليات الطبية المختلفة بما يمكن أن تحمله تلك الأشعات من معلومات وعرض لحالات مرضية نادرة من خلال ترتيب وتنظيم منهجي مدروس، وأخيرا دور تلك الصور والأشعات في تطوير ودعم الأبحاث الطبية المختلفة.
ولكل نوع من أنواع الصور والأشعات دور متخصص يعتمد على طبيعة كل من الطاقة المستخدمة في تكوينها وطبيعة الجهاز أو العضو محل الدراسة والفحص، كما تعتمد كفاءة تلك الأشعات على دقة الصور الناتجة ومدى وضوح تفاصيلها وهو الذي يعتمد بدوره على كمية الطاقة المستخدمة ومدى تطور آلات التصوير وإضافة وسائل معالجة الصور. وتمر عملية التصوير بعدة مراحل قبل أن تصبح ذات قيمة تشخيصية حقيقية، فتبدأ أولا بمرحلة التكوين ثم مرحلة التخزين ثم النقل إلى أجهزة أخرى بعد أن تتم معايرة طبيعتها لضمان التوافق وإمكانية الاستخدام، وأخيرا مرحلة العرض التي تتم خلالها عملية التشخيص الحقيقية بواسطة الأطباء والمتخصصين سواء كان هذا العرض يتم بصورة رقمية على شاشات الحاسبات والأجهزة أم بصورة فيزيائية مادية على أفلام بلاستيكية تقليدية.
وتجدر الإشارة إلى التقدم الكبير الذي حققته وسائل التصوير والأشعات التشخيصية من خلال استخدام أجهزة وبرامج الحاسبات المتخصصة في المعالجة وتوضيح المزيد من التفاصيل وزيادة الدقة من خلال التراكيب ثلاثية الأبعاد في الأشعات الحديثة وتحليل الصور آاليا وغيرها من التقنيات الحديثة التي تمد الطبيب بالمزيد من المعلومات لتضمن بذلك تكاملا مع بقية عمليات الرعاية الصحية وتطويرا لأدائها.

## نظم استرجاع المعلومات
يمكن تعريف عملية استرجاع المعلومات على انها علم وفن التعرف والتوصل والاستخدام الأمثل للمعلومات السابق تخزينها، والتي تتنوع بشكل كبير في مجال المعلوماتية الطبية بصفة خاصة وتتعدد أشكالها من نصوص وأرقام وصور وأشعات ومقالات علمية وغيرها من مقومات عملية الرعاية الطبية ومصادر معرفتها، وتعتمد دقة وكفاءة عملية استعادة المعلومات على العديد من العوامل أهمها فهرسة تلك المعلومات من خلال تنسيق منظم ومترابط بين محتواها العلمي الكامل الموجود في قاعدة بيانات – كالمقالات الطبية المنشورة مثلا – وبين ملخص أو دليل مختصر لما يعرضه النص الكامل، ويقدم هذا الملخص أو الفهرس أبسط وأصغر تمثيل دقيق لكل من النصوص والمصادر مما يمكن من البحث بدقة عن المحتوى الأصلي.
وتقوم الحاجة إلى المعلومات وطبيعتها بدور كبير في توجيه الباحث وتركيز تفكيره بطريقة مباشرة على ما يحتاجه منها وكيف وأين يجدها، مما يساهم بشكل فعال في إنشاء خصائص البحث وتحديد المصطلحات والكلمات ذات الدلالة المباشرة بما هو مطلوب من معلومات، كأن يقوم الباحث بتحديد أكثر الكلمات والمصطلحات ارتباطا بالموضوع الذي يبحث عنه، تماما كما يحدث عندما نقوم بالبحث عن موضوع معين على الإنترنت باستخدام محرك بحث يتم تغذيته ببضعة كلمات ذات دلالة وارتباط بموضوع البحث، ومن ثم التوصل إلى النتائج والتي تتحدد من خلال عمليات متكررة من المقارنة والتصنيف والعرض.
ومن خلال استخدام نظم استرجاع المعلومات بشكل متكرر، فإنه يجب على المستخدمين من الباحثين والمطورين لتلك النظم القيام بعمليات تقييم مستمر للنتائج التي يحصلون ومدى دقة وجدوى تلك النتائج مما يسهم بشكل مباشر في عملية تطوير وتحديث نظم استعادة المعلومات. ولما كانت تلك النظم في انتشار مستمر، وصلت الآن إلى صورتها الحالية على شبكة الإنترنت وغيرها من شبكات المعلومات، فقد أصبح من الضروري وضع اسس ومعايير تحكم عملية استعادة المعلومات وتضمن قانونيتها ومسؤولياتها، فقد أصبح كل من يملك موقعا أو جهازا خادما ناشرًا لمعلومات ربما كان مصدرها غير موثق أو معترف به علميا مما يعرض مستخدمها لأخطار عديدة، كما أن تلك المعلومات المنشورة أصبحت متاحة للجميع بغير قيود مما قد يهدد حقوق النشر العلمية. ويبقى أن نوضح الفوائد العديدة والإمكانيات المتزايدة التي تتيحها نظم استعادة المعلومات وشبكاتها الحديثة في دعم البحث والتقدم العلمي وما تواجهه تلك الوسائل من تحديات مستقبلية حيث يتحتم على القائمين عليها تقديم المزيد والمزيد من البحث والتوثيق والتحديث للمعلومات لتصبح أكثر فائدة لمستخدميها جميعا.

## نظم دعم القرار الطبي
يرتبط مفهوم نظم دعم القرار الطبي بتصورات حول مدى التقدم العلمي الذي يمكن أن يساعدالطبيب في تشخيص المرض وتحديد كيفية العلاج، وربما كان هذا التصور ناشئا عما تقدمه روايات وأفلام الخيال العلمي من صورة للطب بعد بضعة مئات من السنين يظهر الطبيب فيها وهو يوجه جهازا متقدما من أجهزة التشخيص إلى منطقة العلة من جسم المريض فيقوم ذلك الجهاز آاليا بتحديد المرض ونسبة الخلل وأفضل طرق العلاج، ولا يبقى أمام الطبيب سوى التأكد من تنفيذ تلك التعليمات، وفي الواقع فإن مصطلح دعم القرار الطبي ومفهومه الحقيقي واسع النطاق ومتشعب الارتباط بالعديد من العمليات، ويمكننا القول أن أي عملية تقوم فيها نظم المعلومات بتقديم حقائق أو أرقام أو بيانات تمت معالجتها فإنها تقوم بدعم القرار الطبي بشكل من الأشكال، ولذلك فإن معظم تطبيقات الحاسب الآلي في الطب لها تأثير مباشر أو غير مباشر على عملية دعم القرار الطبي من خلال رفع كفاءته وزيادة دقته.
إن ما تتطلبه عملية اتخاذ القرار الصحيح من مقومات تقع في ثلاثة مجالات رئيسية، أولا توفر المعلومات الدقيقة عن المشكلة، ثم توفر المعرفة والخبرة الكافية وأخيرا توفر مهارات حل المشكلات، فإذا ما اكتملت هذه الجوانب فإننا نصبح على الطريق السليم للوصول إلى قرار ناجح ومؤثر، وتقدم نظم المعلومات دعما كبيرا في كل من هذه الجوانب مما يجعل استخدامها بشكل عام دعما للقرار وتأكيدا لدقته كما سبق وذكرنا. وتقوم نظم المعلومات الطبية بتوفير البيانات حول المريض وتشخيص علته ونتائج تحاليله وأشعاته وفي نفس الوقت تقوم بتوجيه الأنتباه والتركيز على القيم المرضية التي تتجاوز المعدلات الطبيعية للشخص السليم مما يوجه التفكير إلى مسار معين كما تقوم أيضا بتقديم توصيات خاصة بذلك المريض وناتجة عن معالجة تلك البيانات والقيم وربطها بحالته وبياناته الأصلية.
ومنذ بداية استخدام الحاسبات بشكل عام، تنبأ الأطباء والمتخصصون بدورها المستقبلي في مساعدتهم في التشخيص والعلاج، وقد توجه العلماء إلى هذا الفكر منذ أواخر الخمسينات، ومنذ ذلك الوقت مرت تلك الأفكار بالعديد من التجارب العملية والنماذج الأولية حتى وصلت إلى ما نراه اليوم من تطور.
وتواجه نظم دعم القرار الطبي العديد من التحديات والصعوبات الخاصة بالطب والرعاية الصحية، فهى تحتاج إلى اكتساب دقيق وصحيح للبيانات الطبية حول المريض والمرض، وأي خطأ في تلك البيانات سوف يقود بالتبعية لأخطاء في القرار المتخذ، ويظهر التحدي التالي في إمكانية تحويل المعرفة والخبرة الطبية البشرية إلى قوانين وقواعد ومعادلات تحرك برمجيات تلك النظم وتحكم تسلسل عملياتها، ثم تأتي مرحلة معالجة تلك النظم للبيانات الطبية واستنتاج الخطوات المنطقية المرتبطة بكل نوع من أنواع المعلومات من اختيار تحاليل معينة أو التوصية بعمل أشعات محددة للوصول إلى التشخيص الصحيح وحتى تقديم المشورة والتوصيات العلاجية. ويكمن التحدي الحقيقي أمام هذه النظم في التطور الهائل في عمليات الرعاية الطبية ذاتها والتقدم المستمر الذي يحدث في وسائل التشخيص المختلفة، مما يدعو القائمين على تطوير تلك النظم إلى استيعاب كل ذلك بل والتفوق عليه بتقديم المزيد من التطوير في أنظمة المعلومات وقدراتها.

## استخدام الحاسب الآلي في التعليم الطبي
إن أهم أهداف التعليم الطبي بشكل عام هو تزويد طلاب الطب والأطباء بالمعرفة وتدريبهم على كيفية تطبيق واستخدام هذه المعرفة في مختلف المواقف العملية أثناء ممارسة مهنة الطب، ومن أهم أسباب نجاح أي طبيب قدرته المستمرة على تحصيل واستيعاب كل ماهو جديد في تخصصه من معلومات من خلال الوصول قواعد البيانات الطبية المختلفة أو قراءة المنشور من المجلات العلمية والمراجع المتخصصة، ويمكن استخدام الحاسب الآلي في عرض تلك المعلومات الطبية المختلفة من خلال تكوين قواعد بيانات متعددة يتم تحديثها بشكل منتظم، كما يمكن لقواعد البيانات التعليمية تلك أن تضم أيضا مواد مرئية من محاضرات وصور وغيرها بحيث يتمكن الطالب من الرجوع إلى ما يشاء منها دون الحاجة إلى الحضور إلى قاعات المحاضرات، كما يمكن استخدام الحاسب الآلي أيضا في تقييم التحصيل العلمي من خلال اسئلة اختيار متعدد يتم اختيارها بشكل عشوائي وطرحها على الطلاب ثم يتم تقييم اجاباتهم بشكل آلي بناء على الإجابات الصحيحة السابق توصيفها مما يساعدهم في تطوير معارفهم وتقييم مستواهم العلمي وستعدادهم لاجتياز الامتحانات الحقيقة.
وتعد أهم مميزات استخدام الحاسب الآلي في التعليم عموما، ما يخلقه من بيئة تفاعلية متكاملة، فبدلا من أن يستمع الطالب إلى شريط كاسيت أو فيديو يسرد المعلومات سردا مجردا، فإنه باستخدام الحاسب الآلي يمكنه أولا تصفح محتوى المادة العلمية المتوفرة ثم انتقاء مما يحتاجه منها بالإضافة إلى تفاعل كامل مع المواد المرئية من صور وأشكال تعليمية وكذلك تكوين واستعراض أسئلة تدريبية يمكن اختيار مستوى صعوبتها أو أن تتدرج في الصعوبة حتى تصل بالطالب إلى المستوى الحقيقي الذي يمثل معرفته ومهارته. كما يمكن للبرمجيات التعليمية الطبية خلق نوع من أنواع المحاكاة للجسم البشري وأعضائه المختلفة بهدف تدريب الطالب على مواجهة معطيات أقرب إلى الواقع منها إلى معلومات مكتوبة بشكل روتيني كما يمكنها أن تحاكي العديد من الأدوات والأجهزة الطبية المعقدة التي يصعب تدريب الطلاب عليها بشكل مباشر لتكلفتها أو خطورتها مما يزيد من قدرة الطالب على التعامل مع تلك الأجهزة عندما يواجهها لأول مرة، تماما كما يتم اعداد وتدريب الطيارين على بواسطة نظم المحاكاة المتقدمة.
ومن خلال تطور الإنترنت وغيرها من شبكات المعلومات الدولية، تطورت بشكل كبير فكرة التعليم عن بعد من خلال إتاحة المعلومات الطبية ووسائل تقييم تحصيلها على الشبكة الدولية، بالإضافة إلى اعتماد العديد من الجامعات الدولية عليها في إنشاء دراسات ودرجات علمية يمكن تحصيلها واكتسابها بشكل كامل دون الحاجة إلى السفر إلى تلك الجامعات أو الحضور إلى قاعات محاضراتها، بل إن العديد من الدرجات العليمة أصبح من الممكن اليوم اجتياز امتحاناتها بشكل اليكتروني على الشبكة الدولية.

## المعلوماتية الحيوية
يهدف علم المعلوماتية الطبية إلى التركيز على المعلومات الخاصة بعمليات الرعاية الطبية المختلفة ومحورها المركزي وهو المريض، بينما يهدف علم المعلوماتية الحيوية إلى التركيز على المعلومات الخاصة بما هو تحت هذا المستوى المرئي من العلوم الحيوية الأساسية المرتبطة بتطوير الطب والرعاية الصحية كعلم الجينات البشرية والكيمياء الحيوية ووظائف الأعضاء وغيرها.
وقد اتجهت الأفكار إلى استخدام نظم المعلومات في العلوم الحيوية بشكل طبيعي وتلقائي لما يواجهه الباحثون والعلماء في هذا المجال من كمية معلومات هائلة ونتائج متلاحقة وحاجة إلى طاقات كبيرة في معالجة وتحليل كل هذا الكم الذي يعجز العقل البشري على القيام به وحده، فقد ساعدت البرمجيات الحديثة العلماء في تحليل وتفسير اسرار الجينات البشرية، وقد تمكنت أجهزة الحاسبات الحديثة فائقة السرعة والسعة من التعرف على الترتيب الحقيقي لمركبات العديد من الجينات البشرية ومكونات الهورمونات والإنزيمات وغيرها، وتحليل أسباب الأمراض وتتابعات عملياتها على مستوى الأنسجة والخلايا، كما تقوم أيضا برمجيات متخصصة بحسابات دوائية معقدة تختص بتأثيرات المركبات الكيميائية التي تحتويها الأدوية وحساب معدلات أيضها وتفاعلاتها ومحاكاة ما يمكن أن يحدث داخل الجسم البشري.
ويمكن تلخيص القول إلى أن علم المعلوماتية الحيوية هو العلم الداعم بشكل مباشر لتطوير كافة أنشطة الطب والرعاية الصحية، حيث يفسر لنا هذا العلم الأسباب الحقيقية وراء كل ما يحدث من أمراض تصيب الإنسان وكذلك ما تؤثر عوامل الحياة المختلفة والأدوية وغيرها عليه من عمليات حيوية داخل الجسم البشري – على مستوى أنسجته وخلاياه – يترجمها الأطباء والمتخصصون إلى أعراض ومسببات ونتائج تحاليل وأشعات وتحسن عملي في حالة المريض، وكل تطور يحققه هذا العلم الفريد سوف يتبعه بالطبع تطور كبير في الطب والرعاية الصحية.